# 오노니정
오노니정(小野新町)은 후쿠시마현 다무라군에 일찍이 존재했던 정이다.

## 지리
현재의 오노정의 중부에 해당한다.

## 역사
- 1889년 4월 1일 - 정촌제 시행에 의해 6촌이 합병해 성립하였다.
- 1896년 7월 1일 - 오노니정이 정으로 승격해 오노니정이 되었다.
- 1955년 2월 1일 - 오노니정은 이토요촌, 나쓰이촌과 함께 합병해 오노정이 성립하여, 오노니정이 폐지되었다.

## 오아자
- 가와고이시（皮籠石）
- 가리만다（雁股田）
- 오노니마치（小野新町）
- 야쓰자쿠（谷津作）
- 오노오카누마（小野赤沼）
- 쇼부야 （菖蒲谷）

## 인구
- 1889년 2,777
- 1920년 4,794
- 1947년 7,822

## 교통

### 철도
- 일본국유철도 ( →동일본 여객철도)
  - 반에쓰토 선

## 참고문헌
- 角川日本地名大辞典編纂委員会『角川日本地名大辞典 7 福島県』、角川書店、1981年 ISBN 4-04-001070-1
- 日本加除出版株式会社編集部『全国市町村名変遷総覧』、日本加除出版、2006年、ISBN 4-8178-1318-0